# Martin Eden (1979)
Martin Eden ist ein ZDF-Vierteiler aus dem Jahre 1979 nach dem gleichnamigen Roman von Jack London. Das Drehbuch wurde von Andrew Sinclair geschrieben, die Titelrolle spielte Christopher Connelly. Erstausstrahlung war am Sonntag, dem 12. Oktober 1980 und den drei folgenden Sonntagen.
Titelheld Martin Eden trägt stark autobiographische Züge. Jack London sah den Roman als sein bestes Buch an.

## Handlung

### Teil 1
Die Bucht von San Francisco 1898. Ein junger Mann geht an Land. Er heißt Martin Eden, stammt aus ärmlichen Verhältnissen und ist auf der Suche nach Gelegenheitsarbeit. Bei einer Rauferei in einer Kneipe schützt er einen jungen Mann namens Arthur Morse und wird deshalb in das großbürgerliche Haus der Familie eingeladen. Hier lernt er Arthurs Schwester Ruth kennen. Sie und ihre Welt faszinieren ihn. Er verliebt sich in das Mädchen. Und als Martin merkt, dass Ruth seine Gefühle erwidert, ist er entschlossen, nicht mehr zur See zu fahren. Martin Eden will Schriftsteller werden.

### Teil 2
Nach seiner Rückkehr aus Alaska, wo er sich als Goldgräber versucht hat, hofft Martin Eden auf eine berufliche Wende in seinem Leben: Er kauft sich eine alte Schreibmaschine und widmet sich der Schriftstellerei. Aber der ersehnte Erfolg stellt sich nicht ein. Darüber hinaus gibt es für ihn privaten Ärger: Ein Streit mit dem Mann seiner Schwester, wo er bisher wohnte, zwingt ihn, sich nach einer neuen Bleibe umzusehen. Durch einen gewissen Benjamin bekommt er Job und Unterkunft in einer Wäscherei. Die Arbeitsbedingungen sind mörderisch. Schließlich hält es Martin nicht mehr aus, er gibt die Stelle auf.

### Teil 3
Nach längerer Zeit trifft Martin die unkomplizierte Lizzie im Hafen wieder. Er spürt, dass sie ihn liebt. Lizzie wird zur Rivalin von Ruth. Martin fühlt sich zu beiden hingezogen. Des Weiteren begegnet er Maria, die mit ihren Kindern allein in einer Einöde haust und ihn bei sich aufnimmt. Ruth versucht, ihn zur Rückkehr zu bewegen. Vergeblich – Martin bleibt. Endlich stellt sich der erste schriftstellerische Erfolg ein. Doch bald darauf verunglückt sein Freund Benjamin.

### Teil 4
Nach vielen Enttäuschungen hat sich bei Martin Eden endlich der Erfolg eingestellt. Die Zeitschriften reißen sich um seine Erzählungen, die Verlage zahlen Höchsthonorare für seine Romane. Damit ist er in den Augen von Ruth Morse und ihrer Familie „gesellschaftsfähig“. Aber das kümmert ihn nicht mehr. Die gewaltigen Anstrengungen haben ihm jegliche Vitalität und Lebensfreude genommen, er resigniert. Die erträumte Welt des Erfolgs erscheint ihm jetzt falsch, kleinlich und vulgär. Resigniert sticht er mit einem Schiff in See in Richtung Tahiti, wo er fernab der verhassten Gesellschaft Englands einen Neuanfang wagen will. Unterwegs wird ihm allerdings zunehmend klar, wie ausweglos sein Dasein geworden ist, und es überkommt ihn eine ständig stärker werdende Todessehnsucht. Eines Nachts geht er auf hoher See heimlich von Bord, um den letzten Kampf seines Lebens zu bestehen – den Kampf gegen sein für ihn unerträglich gewordenes Leben.

## Hintergrund
- Der Roman Martin Eden gilt als eines der gelungensten Werke Jack Londons. Er sollte eigentlich „Success“ (Erfolg) heißen. Ironisch wollte Jack London (1876–1916) damit auf die Entwicklung seines stark autobiografisch gezeichneten Titelhelden hinweisen. Er schrieb eine Vielzahl von Romanen und Kurzgeschichten. Martin Eden erschien 1909.
- Die Serie entstand 1979 als Koproduktion des italienischen Fernsehens RAI mit dem ZDF. Am Comer See, nicht in Alaska, schipperte Hauptdarsteller Christopher Connelly mit seinem Schoner über die Wellen. In Rumänien ging er auf Goldsuche. Die Innenaufnahmen entstanden in Rom.

## Kritik
- „Ein Menschenleben wird wahr und ergreifend dargestellt. 'Martin Eden' hat eine ganze Generation amerikanischer Schriftsteller angeregt, und viele tausend Literaturfreunde halten ihn für den bedeutendsten amerikanischen Roman“ (Irving Stone).